# Strategic food stockpile
The Strategic Food Stockpile, ungefär Strategiska livsmedelslagret, var beteckningen för de beredskapsförråd av vissa livsmedel som Storbritannien lade upp under kalla kriget.
Under kalla kriget sågs risken för en attack med kärnvapen som stor. En attack skulle få förödande konsekvenser för ett lands livsmedelsproduktion. Av denna anledning beslöt man att lägga upp strategiska förråd av vissa livsmedel. Den ansvariga myndigheten var dåvarande Ministry of Agriculture, Fisheries and Food (MAFF). Efter ett anfall skulle departementet bilda organisationen Food and Agriculture Organisation, med det enda egentliga syftet att trygga landets livsmedelsförsörjning. Inför ett krig skulle MAFF verka för en ökning av livsmedelsproduktionen, inleda ransonering av viktiga livsmedel. Flera strategiska livsmedelsförråd skulle byggas och basprodukter flyttas från hamnar och liknande platser till dessa förråd. Dock hade man redan i fredstid lagt upp en grundläggande livsmedelsberedskap i form av beredskapsförråd som skulle utgöra stommen i en inledande livsmedelsförsörjning, den så kallade strategic food stockpile. Innehållet varierade något över tid; till exempel lade man upp förråd av glukosbaserat godis, men detta befanns vara för dyrt och avvecklades därför. Under 1940-talet var lagren enorma, bland annat te och soppa, populärt kallad Ministry Soup, "departementssoppa". Under 1960-talet lagrades även konserverat kött och barnmat.
Under 1980-talet lagerhöll man framför allt nedan angivna livsmedel:
- Mjöl – ett särskilt proteinrikt mjöl med låg fukthalt. Det omsattes ungefär vart fjärde-femte år.
- Jäst – konserverad jäst med en uppskattad hylltid om 10 år
- Socker – förvarat i säckar om 25 kilo, som omsattes om det visade tecken på att försämras
- Matfett – populärt kallat Ministry Marge, "departementssmör", med en uppskattad hylltid om 20 år
- Kex – söta kex i stora konservburkar, sannolikt bakade under 1960-talet

Det fanns ett antal beredskapsförråd spridda över landet (67 st år 1995), men det är okänt hur stora lager man egentligen hade. Vid MAFF:s förråd på flygflottiljen RAF Rattlesden förvarades vid ett och samma  tillfälle under andra världskriget eller strax därefter 1433 ton mjöl, 621 ton socker, 654 ton matfett, 120 ton kex och 33 ton jäst. En uppskattning av den totala mängden lagerhållna livsmedel runt 1995, bland annat omnämnt i samtida media, skulle då ha rört sig om ca 200 000 ton.
Kalla krigets slut ledde till att lagren gradvis avvecklades. 18 juli 1991 yttrade sig dåvarande ministern för jordbruk, fiske och livsmedel, John Gummer i det brittiska parlamentet: Mot bakgrunden av det reviderade förslaget till civilförsvarsplanering som lagts fram av min högvälborne vän Inrikesministern, och mot utvecklingen av livsmedelsproduktionen och -distributionen på senare år, har jag beslutat att en gradvis reducering av det strategiska livsmedelslagret nu är motiverad. I slutet av år 1995 hade samtliga lager stängts.